# Kleine Noord
Het Kleine Noord is een straat in de Noord-Hollandse stad Hoorn. De straat maakt samen met het Grote Noord, het Breed, de Gedempte Turfhaven en het Gouw deel uit van "het winkelrondje". Op het Kleine Noord werd vroeger de koemarkt gehouden. De straat is samen met het Grote Noord en het Grote Oost een van de oudste straten van de stad Hoorn.
Aan het Kleine Noord staan 8 rijksmonumenten, waaronder de Noorderkerk, deze kerk begon in 1426 als houten kapel ter ere van een verschijning van Maria. In 1420 werd de straat waaraan de kerk stond al geplaveid. In 1481 heeft er een stadsbrand gewoed, hierna heeft het Kleine Noord een tijd lang de bijnaam Roode Hel gehad.
Het Kleine Noord wordt niet gekruist door andere straten, wel door meerdere stegen.
In 2002 werd de straat opnieuw ingericht, om deze autoluw te kunnen maken, en als afsluiting daarvan werd er op de kop met de Noorderveemarkt een fontein geplaatst. De Waterdrager werd uiteindelijk in 2003 officieel onthuld.

## Naam
Wat nu de Grote en Kleine Noord zijn is lange tijd één straat geweest. Deze ene straat heeft meerdere namen gekend, afhankelijk van achterliggende straten.
- 14e eeuw: Noertstraet
- 15e eeuw: Noerderstraet of Noirderstaet
- 1595: Ouden Noort
- 1823: Kleine Noord, de eerste vermelding op een kadastrale kaart
- 1888: per raadsbesluit wordt de naam Kleine Noord officieel vastgelegd.

## Monumenten

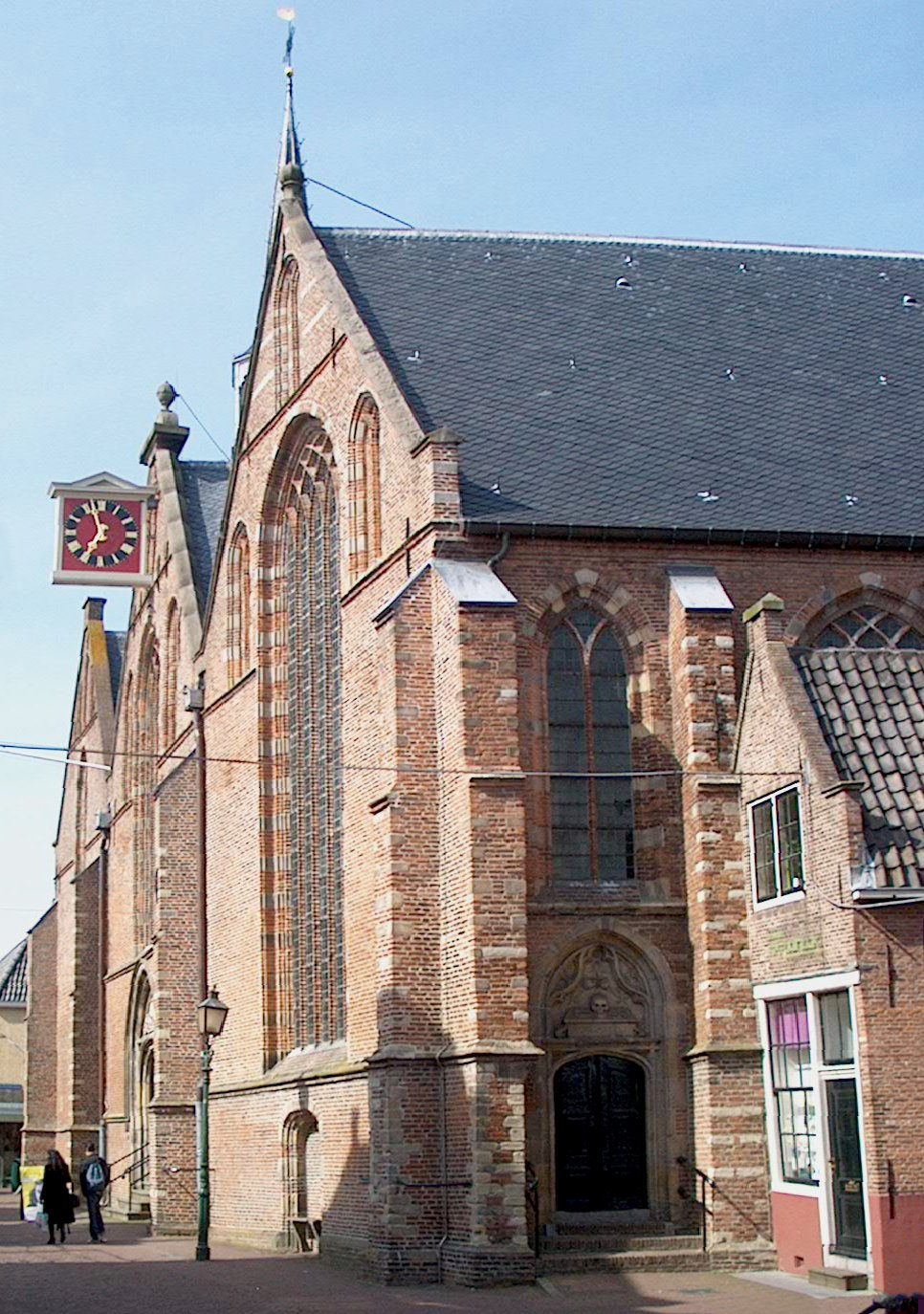
De Noorderkerk
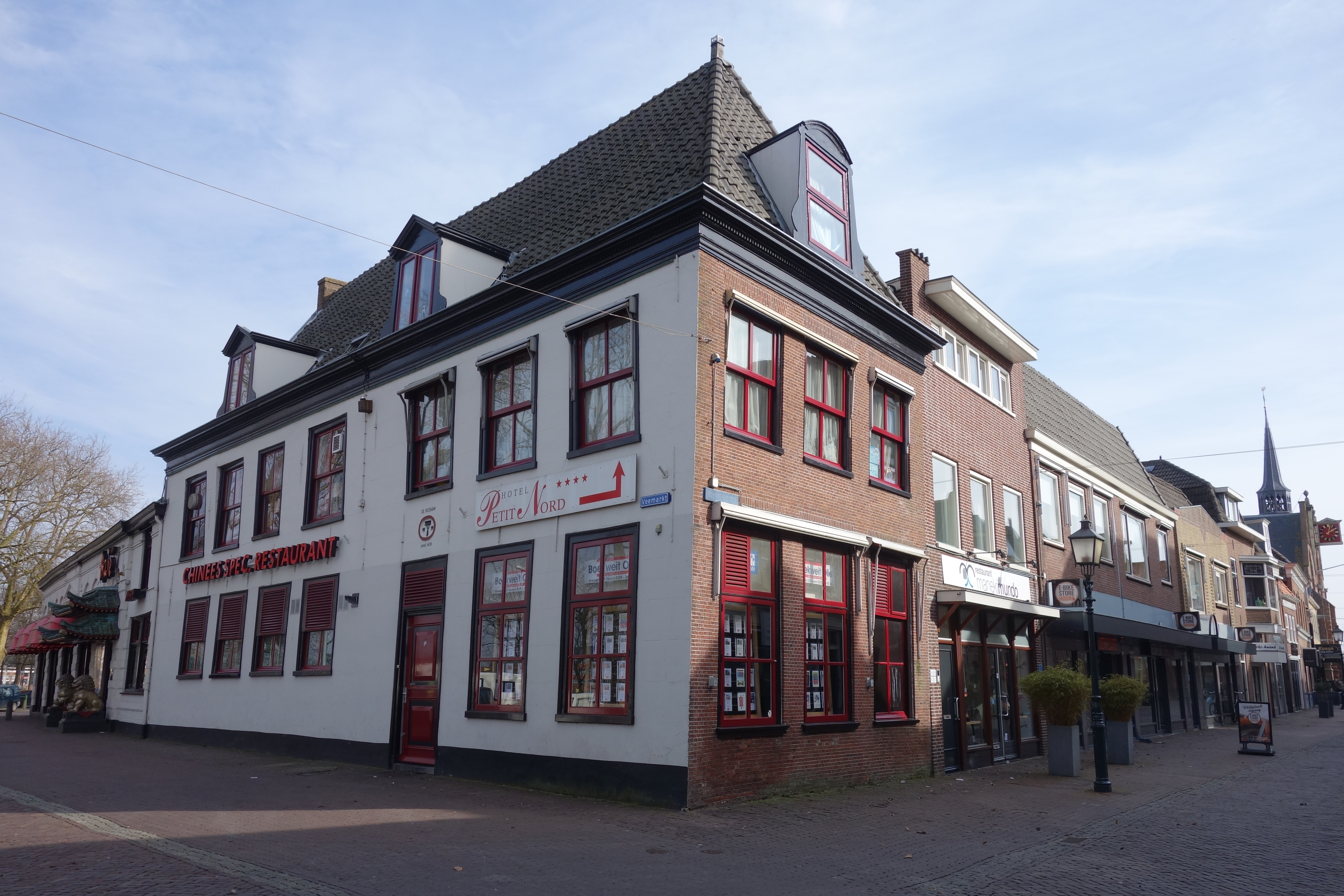
De Roskam op de hoek met de Noorderveemarkt en de Veemarkt
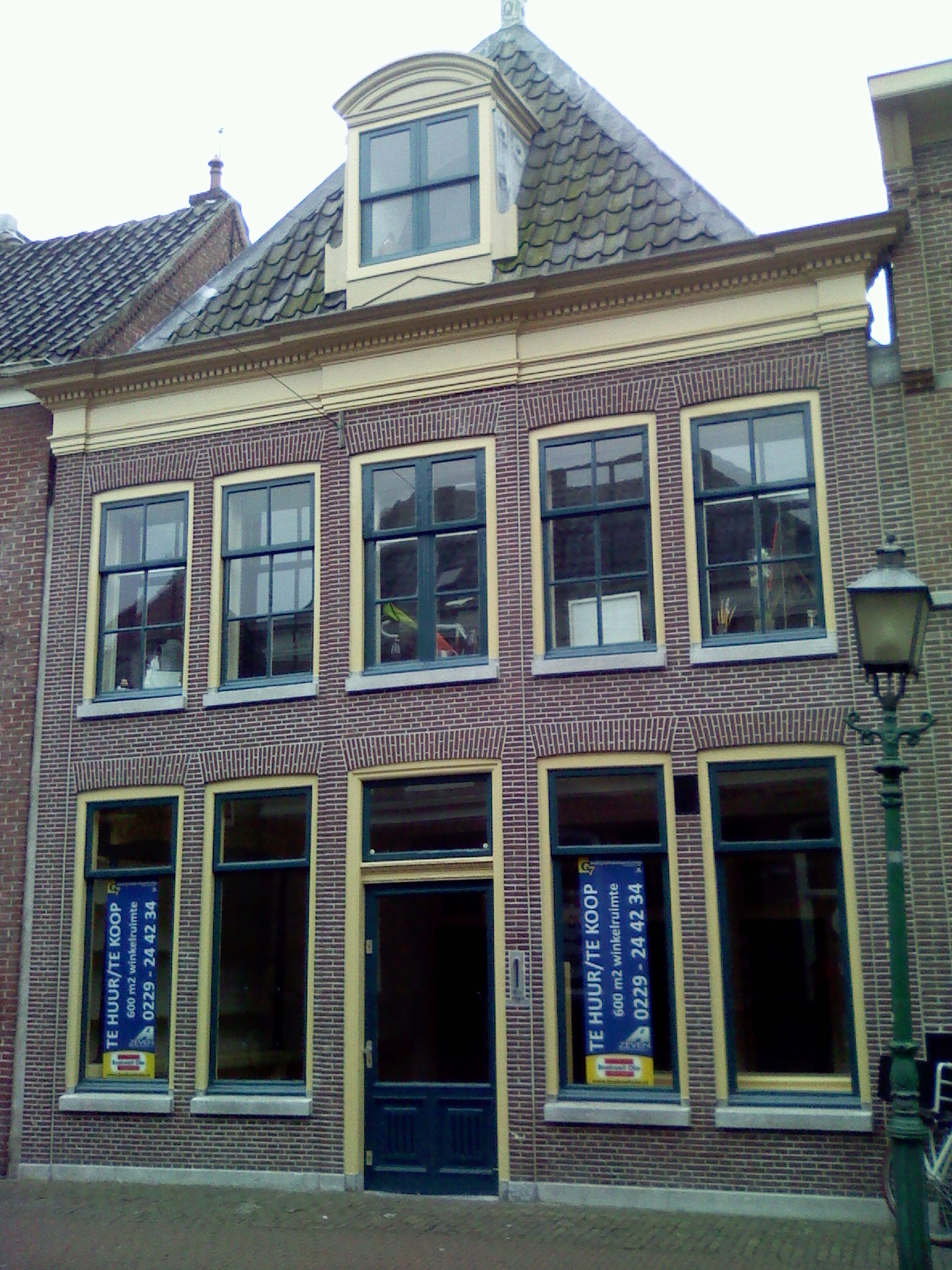
Kleine Noord 47 heeft nog een origineel winkelinterieur

Straten: ABC
· Achter de Vest
· Achter op 't Zand
· Achterom
· Achterstraat
· Appelhaven
· Baanstraat
· Bierkade
· Binnenluiendijk
· Breed
· Breestraat
· Buurtje
· Dal
· Draafsingel
· Dubbele Buurt
· G.J. Henninkstraat
· Gasfabriekstraat
· Gedempte Appelhaven
· Gedempte Turfhaven
· Gerritsland
· Gouw
· Grashaven
· Gravenstraat
· Grote Noord
· Grote Oost
· Hoge Vest
· Jeudje
· Italiaanse Zeedijk
· Keern (gedeeltelijk)
· Kerkstraat
· Kleine Noord
· Kleine Oost
· Koepoortsweg (gedeeltelijk)
· Korenmarkt
· Korte Achterstraat
· Kruisstraat
· Kuil
· Lange Kerkstraat
· Lindestraat
· Munnickenveld
· Muntstraat
· Nieuwe Noord
· Nieuwendam
· Nieuwland
· Nieuwstraat
· Noorderstraat
· Onder de Boompjes
· Oude Doelenkade
· Pakhuisstraat
· Peperstraat
· Ramen
· Scharloo
· Schuijteskade
· Slapershaven
· Spoorstraat
· Trommelstraat
· Turfhaven
· Veemarkt
· Veermanskade
· Venidse
· Vijzelstraat
· Vismarkt
· Visserseiland
· Vollerswaal
· West
· Westerdijk
· Wisselstraat
· Zon

Pleinen: De Driestal
· Kazerneplein
· Kerkplein
· Koepoortsplein
· Noorderveemarkt
· Roode Steen
· Vale Hen

Stegen: 't Glop
· Appelsteeg
· Arminiaanse Glop
· Bagijnensteeg
· Bottelsteeg
· Bottersteeg
· Broeksteeg
· Brouwerijsteeg
· Clara's Klooster
· De Zak
· Duinsteeg
· Foreestensteeg
· Geldersesteeg
· Gortsteeg
· Hanekamsteeg
· Hemelsteeg
· Hoogesteeg
· Jan Haringsteeg
· Jan van Necksteeg
· Jeroenensteeg
· Kleine Havensteeg
· Kloppoort
· Knipboogsteeg
· Mallegomsteeg
· Melknapsteeg
· Molsteeg
· Mosterdsteeg
· Nieuwsteeg
· Oosterkerksteeg
· Paardensteeg
· Paradijssteeg
· Pieterseliesteeg
· Pompsteeg
· Proostensteeg
· Schellinkhoutersteeg
· Schoolsteeg
· Schotland
· Sliep Schaar en Messteeg
· Slijksteeg
· Smelterssteeg
· Tempelsteeg
· Turfsteeg
· Watertje
· Wester St. Jansteeg
· Wijdebrugsteeg
· Wijdesteeg
· Zevenhoeksesteeg
· Zoutkeetsteeg